# Acidonia
Acidonia – rodzaj roślin z rodziny srebrnikowatych (Proteaceae). Jest to takson monotypowy obejmujący jeden gatunek  Acidonia microcarpa (R.Br.) L.A.S.Johnson & B.G.Briggs występujący na południowo-zachodnim krańcu Australii.

## Morfologia
Zimozielony krzew o wyprostowanych pędach, za młodu owłosionych, osiągający 0,6–3 m wysokości. Liście skrętoległe, skórzaste, całobrzegie, równowąskie, nagie i bez przylistków. Kwiaty skupione po kilka w grona wyrastające w kątach liści. Kwiaty 4-krotne, z płatkami żółtymi. Owoc mięsisty, do ok. 4 mm długości.